# José Primo de Rivera
José Joaquín Primo de Rivera y Ortiz de Pinedo (Algeciras, 28 aprile 1777 – Siviglia, 25 luglio 1853) è stato un militare e politico spagnolo. Ammiraglio, si distinse durante la guerra d'indipendenza spagnola e combatté nello schieramento leale al re di Spagna durante le guerre d'indipendenza ispanoamericana. Fu in seguito senatore in Spagna.

## Biografia
Figlio di Joaquín Primo de Rivera y Pérez de Acal, colonnello dell'esercito, in seguito governatore di Maracaibo, e di Antonia Eulalia Ortiz de Pinedo y Muñoz, si arruolò dapprima come cadetto nel reggimento di Maracaibo il 28 aprile 1789, per poi entrare nella Armada Española come guardiamarina a Cadice il 14 maggio 1792. Fece in seguito parte dell'equipaggio del brigantino scientifico Alerta, in navigazione nel Mar dei Caraibi.
Promosso tenente di vascello nel 1805, Primo de Rivera si trovava a corte, a Madrid, allo scoppio della rivolta contro i francesi; riuscì a fuggire e a riparare a Saragozza, dove combatté contro gli assedianti al comando di alcune batterie d'artiglieria. Nel 1808, promosso capitano di fregata, gli fu assegnato il comando della corvetta da guerra Mercurio, che l'anno successivo portò nelle acque del Río de la Plata.
A Buenos Aires sposò Juana de Sobremonte, figlia del viceré Rafael de Sobremonte. Dopo un viaggio a Cadice, tornò a Montevideo il 5 agosto 1810, dopo lo scoppio della Rivoluzione di maggio; il governatore della piazza, Gaspar de Vigodet, gli assegnò il compito di portare agli insorti di Buenos Aires la notizia della formazione a Cadice del Consiglio di Reggenza.
Tra il dicembre del 1810 e l'ottobre del 1811 partecipò al blocco navale di Buenos Aires, partecipando a numerose azioni di guerra; dopo un periodo di malattia tornò a comandare la flotta spagnola il 4 marzo 1812. Nel marzo del 1814 gli fu ordinato di soccorrere il capitano di vascello Jacinto de Romarate, costretto a rifugiarsi nel fiume Uruguay dopo la perdita dell'isola di Martín García; impossibilitato ad entrare nel fiume a causa del pescaggio delle sue imbarcazioni, si rifugiò a Montevideo.
Dandosi malato, Primo de Rivera lasciò a Miguel de la Sierra il compito di uscire per forzare il blocco portato dall'ammiraglio indipendentista Guillermo Brown; l'azione sfociò nella sconfitta realista del combattimento del Buceo. Primo de Rivera partecipò all'ultima fase dell'assedio di Montevideo, prestando servizio con l'equipaggio della sua squadra navale presso le batterie cittadine; alla capitolazione della città fu imprigionato dai patrioti.
Nel marzo del 1815 riuscì a fuggire travestito da marinaio; nel 1819 gli fu affidato il comando navale di una nuova spedizione preparata per riconquistare le colonie perdute del Río de la Plata, ma la sollevazione di Rafael del Riego e gli eventi che ne seguirono portarono al dissolvimento dell'impresa. Durante la seconda restaurazione rifiutò di allearsi ai francesi per ripristinare sul trono Ferdinando VII.
Nel 1829 ricevette il comando del porto di Cadice. Nel 1835, durante la Prima Guerra Carlista, fu nominato dal governo di Maria Cristina comandante delle forze navali sulle coste della Cantabria; in questo ruolo contribuì alla presa del porto di Pasaia.
Nel 1837 fu eletto senatore nella circoscrizione di Cadice; due anni dopo ricoprì la carica di Ministro della Marina e, per breve tempo, quella di Ministro delle Finanze, dimettendosi per disaccordi all'interno del Gabinetto. Nel 1843 fu nominato a capo del dipartimento di Cadice; due anni dopo gli fu data la responsabilità della postazione navale a L'Avana, dove si trasferì per tre anni. Nominato nuovamente capitano generale del dipartimento di Cadice, rinunciò per motivi di salute. Il 25 luglio 1853 morì a Siviglia.
José Joaquín Primo de Rivera fu il padre di Fernando Primo de Rivera, primo marchese di Estella, e di Miguel Primo de Rivera y Sobremonte, a sua volta padre di Miguel Primo de Rivera e nonno di José Antonio Primo de Rivera.